# Liste der Monuments historiques in Mondeville (Essonne)
Die Liste der Monuments historiques in Mondeville (Essonne) führt die Monuments historiques in der französischen Gemeinde Mondeville auf.

## Liste der Bauwerke
| Bezeichnung      | Beschreibung | Standort                        | Kennzeichnung | Schutzstatus | Datum | Bild |
| ---------------- | ------------ | ------------------------------- | ------------- | ------------ | ----- | ---- |
| Kreuz            |              | Chemin de la Croix-Rouge (Lage) | PA00087965    | Classé       | 1969  |      |
| Kirche St-Martin |              | (Lage)                          | PA00087966    | Inscrit      | 1972  |      |

## Liste der Objekte
- Monuments historiques (Objekte) in Mondeville (Essonne) der Base Palissy des französischen Kultusministeriums